# فلوس بالا (بازار آلمان)
فلوس بازاری در منطقه فلات بالایی نویشتادت ان در والدناب است و تاریخ آن می‌تواند به بیش از ۱۰۰۰ سال گذشنه بازگردد.

## جغرافیا

### موقعیت جغرافیایی
روستای فلوس در دو طرف رودخانه فلوس در گودالی در حدود ۱۳ کیلومتری غرب مرز آلمان و چک قرار دارد. این بازار همچنین در سراسر تپه‌هایی که کرانه‌های شمالی و جنوبی رودخانه را تشکیل می‌دهند، گسترش می‌یابد. در قسمت جنوب شرقی روستا، هاردتباخ که از جنوب شرقی می‌آید، به رودخانه رأفت می‌ریزد.
جاده دولتی از فلوس می‌گذرد از فلوسنبورگ تا نویشتات آن در والدناب.

### جوامع همسایه
شهرها و جوامع همسایه (در جهت عقربه‌های ساعت) عبارتند از: Plößberg، Flossenberg، Waldthurn، Theisseil، Störnstein و Püchersreuth .الگو:Nachbargemeindenالگو:Nachbargemeinden

## نام فلوس و ریشه آن

### انواع
در ۱۰ قرن: ad (= نزدیک) Flozzun، ۱۱۳۹ تا 1141: Flossen، 1142: Flozze، حدود 1200: Floss، 1239: de (= از) Flozze، 1285: aput (نزدیک) Flozzam، 1301: Flozz، ۱۳۴۳۸:، 1360: raft, 1476: raft. املای Vlozze و Flôtz نیز ظاهر می‌شود.
در مورد منشأ نام فلوس، هم برای روستای فلوس و هم برای رودخانه فلوس، دیدگاه‌های متفاوتی (به ترتیب زمان) وجود دارد:

### منشأ سلتیک
تقریباً از ۵۰۰ ق. م تا اوایل قرن حاضر، قصر علیا توسط سلت‌ها سکونت داشت. Carl Siegert و Wilhelm Brenner-Schäffer کلمه سلتیک flathasach = درخشان، زیبا را به عنوان نام اصلی انتخاب کرده‌اند.

### منشأ آلمانی
از نقطه عطف زمان تا حدود ۶۰۰ پس از میلاد. قبایل ژرمنی کر در فلات علیا ساکن شدند. از وسط ۱ قرن قبل از میلاد قبایل البه-ژرمنی از شمال به جنوب پیشروی کردند و سلت‌ها را بیرون راندند. حدود ۵۰۰ قصر علیا به امپراتوری تورینگن تعلق داشت. چندین نویسنده (ریتزنشتاین، شوستر، لئونهارد بار، آلبرشت گرول) فرض می‌کنند که نام قایق توسط مهاجران ژرمنی به روستا و رودخانه داده شده‌است. خرس قایق را از جریان، رودخانه، ماسه لومی، درز می‌گیرد. رایتزنشتاین از کلمه آلمانی flutō = جاری شدن منشأ گرفته‌است.

### منشأ از اسلاو
در ۶ در قرن نوزدهم امپراتوری تورینگن دچار انحطاط شد. قبایل ژرمن از قصر علیا عقب‌نشینی کردند. قبایل اسلاو در حدود ۵۰۰ تا ۹۰۰ قبایل اسلاو مهاجرت کردند و در فلات بالا تا رگنیتز و ناب ساکن شدند. در دوران نازی‌ها ذکر این شهرک اسلاو ممنوع بود. تا دهه ۱۹۷۰، این ممنوعیت به این معنی بود که باستان شناسان آلمانی، برخلاف دانش بهتر خود، استقرار اسلاوها را انکار می‌کردند، که به وضوح توسط کاوش‌ها و تحقیقات نام مکان‌ها ثابت شده بود. جوزف آدلمار لیندنر و یوهان باپتیست برنر در نوزدهم ترک کردند قرنی از سکونتگاه اصلی اسلاو در فلات شمالی شمالی که در اسامی مکان‌های متعدد منعکس شده‌است. آنها رأفت را از کلمه اسلاوی vlitsche گرفته‌اند که به معنای کوچه، میدان، دره است. این توضیح به خوبی با وضعیت فلوس مطابقت دارد.

### فرضیات بیشتر در مورد منشأ نام فلوس
ارنست شوارتز منشأ آنگلوساکسون فلوت = آب عمیق، دریا و فلوت ایسلندی قدیم = جریان، چربی شناور و فلوت آلمان مرکزی = نهر، خندق، ناودان را فرض می‌کند.

## داستان

### شروع تا ۱۱. قرن
روستاهای اطراف رأفت، مربوط به خود رأفت هستند. در ابتدا، سکونتگاه‌ها در ارتفاعات به وجود آمد، زیرا دره رودخانه باتلاقی بود و در معرض خطر سیل قرار گرفت. Floß سپس به عنوان یک مرکز تجاری و اداری در چهارراه قدیمی جاده از Weiden از طریق Floß به Plößberg (امروز: جاده منطقه ای جدید) استفاده شد.<span typeof="mw:Entity" id="mwmQ">&nbsp;</span>20 و خیابان ایالتی<span typeof="mw:Entity" id="mwmw">&nbsp;</span>2181) و جاده از فلوسنبورگ از طریق فلس به Neustadt an der Waldnaab (امروز: جاده ایالتی)<span typeof="mw:Entity" id="mwnQ">&nbsp;</span>2395) در میان این روستاهای باستانی ایجاد شده‌است. مرکز اصلی شهر تپه ای با کلیسای قدیمی بود. چشمه بازار که کمی پایین‌تر قرار دارد نیز گواه این دوران قدیم است.
در ۹ و ۱۰ در قرن نوزدهم، مهاجران باواریایی به فلات شمالی شمالی آمدند. در این مدت دفتر Floss و Flosser Burg = Flossenbürg که برای دفاع از آن ساخته شده بود به وجود آمدند. اولین ذکر کتبی از قایق‌ها به سال ۹۴۸ بازمی‌گردد و به نبرد فلوزون اشاره می‌کند که برای باواریایی‌ها پیروز شد. اعتقاد بر این است که در این نبرد دوک باواریایی هاینریش اول مجارها را در فلوس شکست داد. از سال ۸۹۹ مجارستانی‌ها تقریباً هر سال به همسایگان غربی خود حمله می‌کردند. این حملات تنها با نبرد لچفلد در سال ۹۵۵ و پیروزی اتو کبیر به پایان رسید.

### ۱۲. قرن تا ۱۵ قرن
Raft متعلق به 12th بود قرن آدلهاید فون سولزباخ، دختر گبهارد سوم. از سولزباخ او با Theodoric of Kleve ازدواج کرد. پایان دوازدهم در پایان قرن ۱۹ او رأفت را به امپراتور بارباروسا فروخت. در قرن دوازدهم، کنت‌های سولزباخ آوردند استخراج قرن و تولید آهن در منطقه Pfreimd و Zottbach. در سال ۱۲۷۳ از چکش به قایق (Hammer von der Flozze, Altenhammer) برای اولین بار نام برده شد.
رأفت بخشی از املاک امپراتوری اشتاوفن بود و در سال ۱۴۲۱ امتیاز بازار جدیدی را از دو حاکم خود، مارگرو فردریش فون براندنبورگ و کنت پالاتین یوهان دریافت کرد. از ۱۴۳۸/۴۹، کنترل رأفت در آن زمان در دست ویتلزباخ بود.
کسانی که در سیزدهم، چهاردهم و پانزدهم هستند مالیات‌هایی که قرن‌ها وضع می‌شد به صورت غیرمجاز پرداخت می‌شد. سالبوخ باواریای سفلی از دوره بین ۱۲۶۹ و ۱۳۲۰، سالبوچلین بوهمی از دوره ۱۳۶۶ تا ۱۳۷۳ و سالبوچ از ۱۴۱۶/۱۴۴۰ اطلاعاتی در مورد میزان مالیات در رأفت و روستاهای مرتبط با آن ارائه می‌دهند.
دانه تغذیه شده با اندازه‌گیری ظرفیت اندازه‌گیری شد. این اقدامات نام‌های Nepf (همچنین: Napf, Naepf), Achtl (همچنین: Achtel, Acht), Mut (همچنین: Mutt, Muth), Schaff و Meß را داشتند. اندازه این حفره‌ها به صورت محلی متفاوت بود. در سالبوخ ۱۴۱۶/۱۴۴۰، اندازه‌گیری دانه‌ها برای قایق‌ها با یکدیگر مرتبط است.
اندازه‌گیری دانه در قایق فرمانروایی:
- ۴ شجاعت = ۱ کار
- ۴ شجاع = ۷ هشت
- ۸ هشتم = ۱ گوسفند یا گوشت
- ۸ فنجان = ۱ هشتم
- ۶ هشت = ۱ گوسفند رگنسبورگ[۱۶]

برای اندازه‌گیری با Floßer Napf، موارد زیر اعمال می‌شود:
- ۱ هشتم گندم = ۸۲٫۲۴۰ کیلوگرم گندم
- ۱ هشتم دانه یا جو = ۷۱٫۶۴۰ کیلوگرم دانه یا جو
- ۱ هشتم جو = ۶۲٫۲۴۰ کیلوگرم جو

لازم است ذکر شود که کاسه و هشت اندازه‌گیری ظرفیت هستند؛ بنابراین وقتی دانه خیس و سنگین است، وزن یک‌هشتم بیشتر از زمانی است که خشک و سبک باشد.
گاو، پنیر و تخم مرغ تکه‌تکه داده شد. برای تخم مرغ، ابعاد شوک و پوند هنوز در حال استفاده بود.
- ۱ شوک = ۶۰ عدد
- ۱ پوند (℔) = ۲۴۰ قطعه

### ۱۶ قرن تا ۱۹ قرن
در سال ۱۵۰۵ رأفت به پادشاهی تازه تأسیس ویتلزباخ در فلات جوان اضافه شد. در آن زمان، کنت پالاتین و الکتور فیلیپ (فالتس) بر آن حکومت می‌کردند.
در طول جنگ سی ساله، Amt Raft خود را بین دو برادر دشمن یافت:
- آگوست فون فالز سولزباخ، لوتری، در کنار اتحادیه پروتستان جنگید و با گوستاو دوم متحد شد. آدولف از سوئد و با او از طریق آلمان سفر کرد.
- Wolfgang Wilhelm von Pfalz-Neuburg، کاتولیک، که در کنار اتحادیه کاتولیک جنگید، پس از برکناری انتخاب کننده Palatine Friedrich V (پادشاه زمستان) توسط امپراتور فردیناند دوم در سال ۱۶۲۳، دفاتر Palatinate بالا پارکشتاین، Peilstein و Weiden را دریافت کرد.

در نتیجه، Amt Floss از سوی هر دو طرف به عنوان قلمرو دشمن در نظر گرفته شد و از نیروهای هر دو طرف آسیب دید. فلوس و روستاهای اطراف آن به ویژه در سال‌های ۱۶۲۰ و ۱۶۲۱ توسط عبور سربازان منسفلد آسیب جدی دیدند. دام، غلات، پوشاک، رختشویی، ظروف، ابزار آلات و غیره در این معابر از دست کشاورزان گرفته شده و حیاط و ساختمانهای فرعی اغلب تخریب و سوزانده شده‌است. گزارش خسارت از سال ۱۶۲۱ خسارت ۱۹۴۴ گیلدر و ۱۹ سرگروه را برای روستای فلوس نشان می‌دهد. خسارت کل Amt Floss 21,403 گیلدر و 38 kreuzer بود.
در سال ۱۶۱۴ بخشی از قفس جوان به عنوان دوک نشین تازه تأسیس پالاتینات سولزباخ تبدیل شد. دفاتر Sulzbach, Floß و بخشی از دفتر Parkstein-Weiden متعلق به Pfalz-Sulzbach بود. در سال ۱۶۵۶ پالاتینات سولزباخ از طریق شهرک اصلی نویبورگ به یک قلمرو سلطنتی مستقل و شاهزاده تبدیل شد. این بدان معنی است که تنها از سال ۱۶۵۶ حاکم Pfalz-Sulzbach بر منطقه خود حاکمیت واقعی داشت. از سال ۱۶۳۲، این حاکم کنت پالاتین مسیحی آگوست بود که با مدارا مذهبی مشخص می‌شد. او از سال ۱۶۵۶ در نتیجه سکونتگاه اصلی نوبرگ، دوک فالتز-سولزباخ شد.
در سال ۱۶۸۴، دوک کریستین آگوست به چهار خانواده یهودی اجازه داد در رأفت ساکن شوند. اینها جامعه یهودی فلوس را تأسیس کردند. از سال ۱۶۸۷ یهودیان در شیب شمالی قایق ساکن شدند. محل سکونت آنها جودنبرگ نام داشت و یک محله یهودی نشین و یک جامعه مستقل سیاسی را تشکیل داد. تا سال ۱۸۷۰ بود که این جامعه جودنبرگ در جامعه فلوس گنجانده شد.
در سال ۱۷۷۷ فلوس به عنوان بخشی از دوک نشین ویتلزباخ نویبورگ سولزباخ به باواریا آمد و بعداً صاحب یک دادگاه بازار با حقوق شهرداری شد.

### ۲۰ قرن
در پایان جنگ جهانی دوم در آوریل ۱۹۴۵، راهپیمایی مرگ زندانیان اردوگاه کار اجباری از اردوگاه کار اجباری فلوسنبورگ به اردوگاه کار اجباری داخائو آغاز شد. در تاریخ ۱۷ در اول آوریل ۱۹۴۵، حدود ۲۰۰۰ زندانی یهودی با قطار از اردوگاه کار اجباری فلوسنبورگ منتقل شدند. این قطار در ایستگاه فلوس توسط هواپیماهای آمریکایی در ارتفاع پایین مورد حمله قرار گرفت. اس اس از قطار بیرون پرید و پناه گرفت، زندانیان مجبور شدند در قطار بمانند. تعدادی از زندانیان در حمله به قطار کشته شدند و برخی موفق به فرار شدند. لوکوموتیو تکه‌تکه شد. روز بعد با یک لوکوموتیو جدید به سمت ویدن ادامه دادیم.

### شرکت‌ها
در جریان اصلاحات منطقه ای در بایرن، در ۱ ژانویه ۱۹۷۲ شهرداری‌های Bergnetsreuth, Gailertsreuth (با آوریل 1949 Diepoltsreuth), Gösen, Grafenreuth, Schlattein و Schönbrunn را در خود جای داد.

### توسعه جمعیت
بین سال‌های ۱۹۸۸ و ۲۰۱۸، جمعیت از ۳۶۳۹ به ۳۴۶۵ به ۱۷۴ یا ۴٫۸ کاهش یافت. ٪.

### نشان ملی

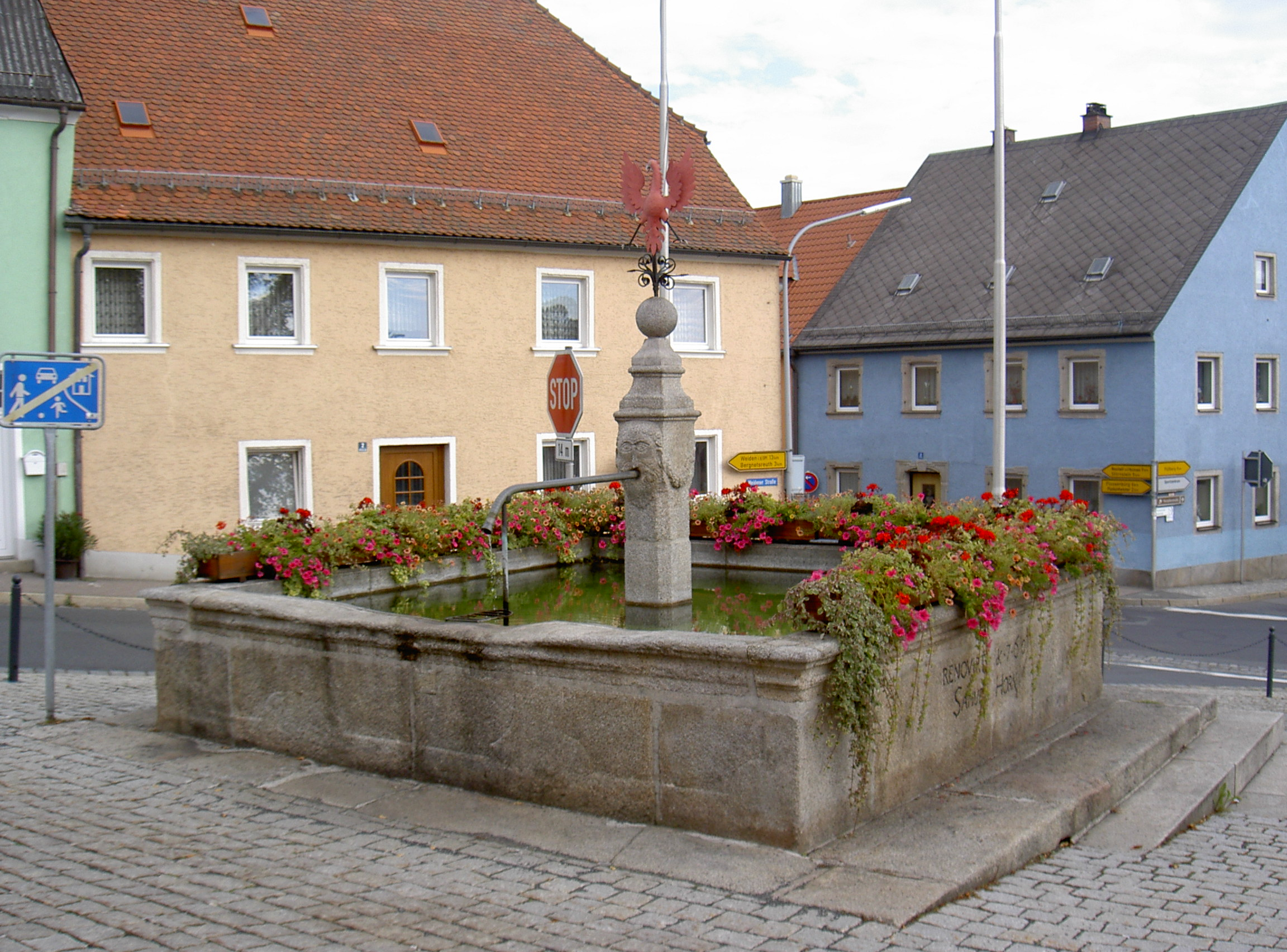
فواره بازار توسط فلوس از ۱۶/۱۷ قرن با عقاب سرخ و ماسک خشن. کتیبه در ضلع شمالی FONS ERECTUS، در ضلع شرقی بازسازی شده ۱۷۶۰ ساموئل هورن

## سیاست

### شورا
انتخابات ۲۰۲۰ به این نتیجه رسید:
- CSU/FL: 6 کرسی
- SPD: 5 کرسی
- FDP/UB: 4 کرسی
- AfD: 1 کرسی

### شهردار
رابرت لیندنر سرپرست شهرداری است.

## فرهنگ و دیدنی‌ها

### ساختمان‌ها
- کنیسه فون فلوس در خیابان آم برگ، ساخته شده در سال ۱۸۱۷، ویران شده در جریان قتل‌عام نوامبر ۱۹۳۸، پس از دو بازسازی از سال ۱۹۸۰، مکان گاه به گاه برای جامعه یهودی در ویدن.
- گورستان یهودیان، حداقل از سال ۱۶۹۲ استفاده می‌شود (قدیمی‌ترین سنگ قبر قابل رمزگشایی). ۳۳ قربانی اردوگاه کار اجباری نیز در آنجا دفن شده‌اند
- کلیسای زیارتی سنت نیکلاس در نیکولاسبرگ
- کلیسای محلی انجیلی سنت یوهانس باپتیست، بخشی از قرن شانزدهم. قرن
- کلیسای کلیسای کاتولیک سنت جان باپتیست، ساخته شده در ۱۹۱۰–۱۹۱۲
- گورستان محلی با قبر ۱۲۱ قربانی اردوگاه کار اجباری فلوسنبورگ[۲۳]
- کلک قلعه جدید، از ۱۷. کرسی قرن پرستاران Palatinate-Sulzbach
- قلعه نگهبان قدیمی فلوس، احتمالاً محل استقرار اربابان فلوس. بعدها به عنوان خانه سالمندان، ساختمان اداری جنگلداری، مدرسه و تالار شهر مورد استفاده قرار گرفت.

### بناهای تاریخی زمینی
- تپه برج کوهباخ

### آثار طبیعی
- ذخیره‌گاه طبیعی Doost، تشکیل سنگ‌های عصر یخبندان در نزدیکی ناحیه Diepoldsreuth
- باغ آموزشی منطقه Floß در تقاطع حومه جنوبی با Bocklradweg، با ورودی رایگان در تمام طول سال در طول روز باز است

### رویدادهای منظم
یک رویداد معروف و محبوب بسیار فراتر از مرزهای فلوسر، فلوسر کیروا (نمایشگاه کلیسا) است که هر سال در چهارمین یکشنبه ماه اوت (در واقع در ۲۴ آگوست) برگزار می‌شود. آگوست، روز سنت بارتولومئو). خود این رویداد در سالهای متناوب بین دو باشگاه پسرانه برگزار می‌شود.

### ورزش‌ها
- ۱. قایق SKC e. V. (بولینگ)
- شرکت تفنگ ۱۸۳۴ رأفت
- SV Raft 1946 e. V
- قایق باشگاهی ژیمناستیک

## ترافیک
Der Bahnhof Floß lag an der Bahnstrecke Neustadt (Waldnaab)–Eslarn. Von hier zweigte in Floß die Bahnstrecke Floß–Flossenbürg ab. Beide Strecken sind stillgelegt. Nächster Personenzughalt ist Neustadt (Waldnaab).

## شخصیت‌ها

### پسران و دختران بازار
- فرانتس فردریش یاکوب فون پودویلز (۱۷۷۹–۱۸۴۲)، سرهنگ، فرمانده قلعه Germersheim
- یاکوب فرانتس لانگ (۱۷۹۹–۱۸۶۹)، کشیش و عضو پارلمان ایالت باواریا
- لازار هوروویتز (۱۸۰۳–۱۸۶۸)، خاخام در وین
- جوزف شوارتز (۱۸۰۴–۱۸۶۵)، جغرافیدان و خاخام در اورشلیم
- جوزف لیندنر (۱۸۲۵–۱۸۷۹)، کشیش، عضو رایشتاگ و پارلمان ایالتی
- کارل فلیشمن (۱۸۵۳–۱۹۳۵)، نقاش و معلم هنر در نورنبرگ
- فرانتس ویتمن (۱۸۹۵–۱۹۷۵)، سیاستمدار (BVP، بعدها CSU)
- گوتفرید گرستل (۱۹۰۹–۱۹۹۳)، نقاش و گرافیست
- دیوید لودویگ بلوخ (۱۹۱۰–۲۰۰۲)، نقاش و لیتوگراف (آزادی پس از مرگ)
- ریچارد بائر (۱۹۱۱–۱۹۶۳)، ناسیونال سوسیالیست و فرمانده اردوگاه کار اجباری آشویتس-بیرکناو و میتلبائو
- ورنر شیدر (* ۱۹۴۸)، سابق. عضو لندتاگ و بوندستاگ
- کارل آیچینگر (۱۹۵۱–۲۰۱۴)، نقاش و مجسمه‌ساز
- پترا هورنبر (متولد ۱۹۶۵)، تیرانداز ورزشی

### شهروند افتخاری فلوس و بخشهای آن جامعه
این لیست ناقص است.
- اسرائیل ویتل شوفر (* ۴. فوریه ۱۸۱۳ در رأفت[۲۴] ; درگذشت 1896[۲۵])، در ۶ اهدا شد. فوریه ۱۸۹۳ برای فعالیت ۵۰ ساله خود به عنوان خاخام در فلوس، بنیانگذار بنیادی که سالانه دوازده فقیر از آن کمک می‌گرفتند.[۲۶]
- لئونارد بائر (* ۲۸. ژانویه ۱۸۶۵ در Nonnhof در نزدیکی Sulzbach; † ۲۱ نوامبر ۱۹۴۵ در مونیخ)، مراسم اهدای جایزه در ۲۲. فوریه ۱۹۲۷، معلم، کارمند بازار و محقق محلی، ویراستار کتاب «کلک بازار در گذشته و حال».[۲۶]
- کریستوفر مولر (* ۷. ژانویه ۱۸۷۰ در آلفلد در نزدیکی هرسبروک. † ۱۶ مارس ۱۹۳۱ در رأفت)، مراسم اهدای جایزه در ۲۲. فوریه ۱۹۲۷، معلم.[۲۶]
- یوهان راس (* ۲۱. اوت ۱۸۶۹ در مونیخ؛ † ۲۱ اکتبر ۱۹۵۸ در رأفت)، مراسم اهدای جایزه در ۲۲. فوریه ۱۹۲۷، کشیش کاتولیک، ساخت مهدکودک در فلوس، پرستاری در منزل، مدرسه خیاطی، ساخت کلیساهای کاتولیک در فلوس و فلوسنبورگ، ساخت قبرستان، سردخانه، معاونت، خانه باشگاه و پادگان برای نیازمندان را آغاز کرد. او یکی از اعضای کمیته رفاه فلوس و یاور شهروندان فقیر، بیمار و بی بضاعت شهرک بازار بود.[۲۶]
- تئودور فایفر (* ۵. اوت ۱۸۶۶ در Thumsenreuth ; † ۲۰ اوت ۱۹۴۸ در Weiden in der Oberpfalz)، در ۶ اهدا شد. اکتبر ۱۹۳۴، کشیش پروتستان، مبتکر تبدیل قبرستان قدیمی توسط کلیسا به فضای سبز و نوسازی کلیسای پروتستان، رساله ای در مورد توسعه کلیسای پروتستان فلوس از نظر تاریخ کلیسا نوشت، غذای مدرسه را در سال ۱۹۱۸ معرفی کرد، با صلیب سرخ و انجمن فقرا و یتیمان بانک و در شورای یتیمی فلوس بود.[۲۶]
- کریستین اکشتاین (* ۱۵. ژوئیه ۱۸۷۳ در Selb-Plossberg ; † ۲۶ ژوئیه ۱۹۵۷ در Weiden in der Oberpfalz)، ۱۹۴۹ شهروند افتخاری Schönbrunn، ۳۱. دسامبر ۱۹۵۲ شهروند افتخاری فلوس، ۱۹۵۳ شهروند افتخاری گوسن، مدیر کارخانه چینی پلانکن هامر، صنعتی شدن را در فلوس و مناطق اطراف آن ترویج کرد، بنیادی را برای فقرا تأسیس کرد.[۲۶]
- فرانتس زاور لیندنر (* ۲۰. مارس ۱۸۶۶ در Raft; † ۱۴ نوامبر ۱۹۵۶ در رأفت)، مراسم اهدای جایزه در ۱۹. مارس ۱۹۵۱، وزیر کاتولیک.[۲۶]
- یوهان مایرهوفر (* ۲۱. ژانویه ۱۸۸۳ در Schlattein; † ۲۹ سپتامبر ۱۹۵۵)، شهروند افتخاری Schlattein در ۲۱. ژانویه ۱۹۵۳، کشاورز، شهردار Gösen و Schlattein، یکپارچه سازی زمین و ساخت لوله آب در Schlattein.[۲۶]
- پریموس شلین (* ۷. آوریل ۱۸۸۴ در چم ; † ۱۵ اکتبر ۱۹۵۴ در فلوس)، شهروند افتخاری شونبرون در ۱۵. می ۱۹۵۴، معلم، گردآورنده تاریخ طبیعی، زمین‌شناس سرگرمی، وقایع نگاری از شونبرون نوشت.[۲۶]
- هانس راکداشل (* ۲۲. اوت ۱۹۰۶ در هپنهایم)، در ۹ اعطا شد. بهمن ۱۳۵۱، استاد سنگ‌تراش، شهردار رأفت.[۲۶]
- Leonhard Jakob († آوریل ۱۹۸۲)، در ۲۶ اهدا شد. ژانویه ۱۹۷۹، مالک کارخانه گرانیت فلوسر
- الکساندر مایر (* ۱۹۱۴؛ † ۱۸. فوریه ۲۰۱۲)، مراسم اهدای جایزه در ۲۶. ژانویه ۱۹۷۹، رئیس شرکت Kabelmetall مستقر در Floß و مالک مشترک Kabelmetallwerke Nurnberg[۲۷]

## ادبیات
- جوزف آدلمار لیندنر: وقایع نامه دفتر و بازار فلوس پس از منابع معتبر. Sulzbach 1850 (کپی دیجیتال).
- آدولف ولفگانگ شوستر: ۱۰۰۰ سال فلوس، Verlag Marktgemeinde Floss، ۱۹۷۶

## لینک‌های وب
- قایق بازار
- Raft: در جستجوی سرنخ‌های تاریخی - قصر جوان در باواریا (خانه تاریخ باواریا)
- Floß (Oberpfalz): Amtliche Statistik

## موارد
1. ↑   "Fortschreibung des Bevölkerungsstandes". Bayerisches Landesamt für Statistik und Datenverarbeitung (به آلمانی). 31 December 2013.
2. ↑  Fritsch Wanderkarte Der Naturpark Nördlicher Oberpfälzer Wald, Maßstab 1: 50.000
3. 1 2  Adolf Wolfgang Schuster: 1000 Jahre Floss, 1976, Verlag Marktgemeinde Floss, S. 12–14
4. 1 2  Wolf-Armin von Reitzenstein: Lexikon bayerischer Ortsnamen: Herkunft und Bedeutung. Oberbayern, Niederbayern, Oberpfalz, C.  H.  Beck (27. August 2013), S. 82, 83, ISBN 978-3-406-55206-9
5. 1 2 3  Greule Ortsnamen
6. ↑  Carl Siegert: Grundlagen zur ältesten Geschichte des bayerischen Hauptvolksstammes und seiner Fürsten, Verlag: Georg Franz, München, 1854, S. 295, (Siegert Geschichte Bayern online)
7. ↑  Wilhelm Brenner-Schäffer: Versuch einer Geschichte des Landgerichtsbezirks Weiden, Verhandlungen des Historischen Vereins für Oberpfalz und Regensburg vol. 17 (1856), S. 17, 65, 82
8. ↑  Leonhard Bär: Der Markt Floß in Vergangenheit und Gegenwart, S. 2 und Geschichte von Flossenbürg, S. 16, 18
9. ↑  Joseph Adelmar Lindner: Chronik des Amtes und Marktes Floss nach authentischen Quellen. Sulzbach 1850, S. 8, (Digitalisat)
10. ↑  Johann Baptist Brenner: Geschichte des Klosters und Stiftes Waldsassen, Nürnberg, Riegel und Wießner, 1837, S. 310, (Brenner: Geschichte Waldsassen online)
11. ↑  Ernst Schwarz: Sprache und Siedlung in Nordostbayern. (Erlanger Beiträge zur Sprach- und Kunstwissenschaft 4). Nürnberg 1960, S. 109
12. ↑  Adolf Wolfgang Schuster: Geschichte der Gemeinde Flossenbürg, Hrsg. Gemeinde Flossenbürg, 1990, Spintler Druck und Verlag GmbH, Weiden, S. 17
13. ↑  Adolf Wolfgang Schuster: 1000 Jahre Floss, 1976, Verlag Marktgemeinde Floss, S. 14–22
14. ↑  Robert Kuhnle: Wirtschaft der Heimat. In: Gerhard Gietl und Alfred Hoeppner (Redaktion): Der Landkreis Vohenstrauß. Verlag für Behörden und Wirtschaft R. Alfred Hoeppner, Aßling/Obb. und München 1969, S. 115–125.
15. ↑  Adolf Wolfgang Schuster: 1000 Jahre Floss, 1976, Verlag Marktgemeinde Floss, S. 41, 42, 53–56, 67–79
16. ↑  Adolf Wolfgang Schuster: 1000 Jahre Floss, 1976, Verlag Marktgemeinde Floss, S. 76
17. ↑  Adolf Wolfgang Schuster: Geschichte der Gemeinde Flossenbürg, 1990, Sprintler Druck und Verlag GmbH, Hrsg. Gemeinde Flossenbürg, Band I, S. 422
18. ↑  Adolf Wolfgang Schuster: 1000 Jahre Floss, 1976, Verlag Marktgemeinde Floss, S. 168–195
19. ↑  Renate Höpfinger: Die jüdische Gemeinde von Floß, Festschrift zu den Nordgautagen 1972–2012 online
20. ↑  Konzentrationslager Flossenbürg, Peter Heigl, 1994, ISBN 3-921114-29-2, S. 27–41
21. ↑  "Bekanntmachung des abschließenden Ergebnisses der Wahl des Gemeinderates am 15. März 2020" (PDF). Der Wahlleiter der Gemeinde Markt Floß. 2020-04-09. Retrieved 2020-11-13.
22. ↑  Gedenkstätten für die Opfer des Nationalsozialismus.
23. ↑  Jahresbericht vom Königlichen Gymnasium zu Bayreuth: im Studienjahre …: bekannt gemacht bei der öffentlichen Preisevertheilung … 1831/32 (1832), S. 8, http://books.google.de/books?id=qhtFAAAAcAAJ&lpg=PA8&ots=O22eO7cwx7&dq=Israel%20Wittelshöfer&hl=de&pg=PA8#v=onepage&q=Israel%20Wittelshöfer&f=false
24. ↑  Michael Brenner (Herausgeber), Renate Höpfinger (Herausgeber): Die Juden in der Oberpfalz, Verlag: Oldenbourg Wissenschaftsverlag (1.
25. 1 2 3 4 5 6 7 8 9 10  Adolf Wolfgang Schuster: 1000 Jahre Floss, 1976, Verlag Marktgemeinde Floss, S. 352–358
26. ↑  "Letzter Flosser Ehrenbürger". Retrieved 2016-01-02.